# Mark Heidenfeld
Mark Heidenfeld (* 10. Februar 1968 in Dublin) ist ein irisch-deutscher Schachspieler. Er ist zweifacher irischer Meister und mehrfacher Teilnehmer bei Schacholympiaden.

## Leben
Mark Heidenfeld ist der Sohn von Wolfgang und Irmgard Heidenfeld. Er wuchs in Irland auf und kam 1979 nach Ulm. Nach seinem Abschluss im Ulmer Humboldt-Gymnasium studierte er von 1989 bis 1998 Informatik; zunächst in Ulm, ab 1993 in Wien mit dem Schwerpunkt Künstliche Intelligenz. Nach einem mehrjährigen Aufenthalt in Dublin kehrte er 2008 nach Ulm zurück. Heidenfeld ist verheiratet und hat eine Tochter.

## Vereine
Heidenfeld war, bedingt durch berufliche Umzüge, bei wechselnden Vereinen aktiv:
- Deutschland: Weiße Dame Ulm, Post SV Ulm, SV Jedesheim[2]
- Österreich: SV Tschaturanga Neubau, Steyr
- Irland: Kilkenny, Dublin
- Vereinigtes Königreich: Richmond, Wood Green, Na Fianna[3]

|   | a | b | c | d | e | f | g | h |   |
| 8 |   |   |   |   |   |   |   |   | 8 |
| 7 |   |   |   |   |   |   |   |   | 7 |
| 6 |   |   |   |   |   |   |   |   | 6 |
| 5 |   |   |   |   |   |   |   |   | 5 |
| 4 |   |   |   |   |   |   |   |   | 4 |
| 3 |   |   |   |   |   |   |   |   | 3 |
| 2 |   |   |   |   |   |   |   |   | 2 |
| 1 |   |   |   |   |   |   |   |   | 1 |
|   | a | b | c | d | e | f | g | h |   |

Kilkenny Masters, vor 39. … b3 =

## Turniere und Erfolge
Heidenfeld nahm von 1996 bis 2022 an zehn Schacholympiaden teil. In den Jahren 2000 und 2021 errang er den Titel als irischer Meister. 1997 und 2001 war er für Irland bei den europäischen Mannschaftsmeisterschaften aktiv.
International war er 2000 beim Viking GM-Einladungsturnier in York, 2004 beim Cork Chess Congress und 2013 (geteilt) beim Galway Masters Turniersieger. Als Blitzspieler war er 2000 bei der australischen Meisterschaft und mehrfach bei den Württembergischen Blitzmeisterschaften erfolgreich.